# 大陆地壳

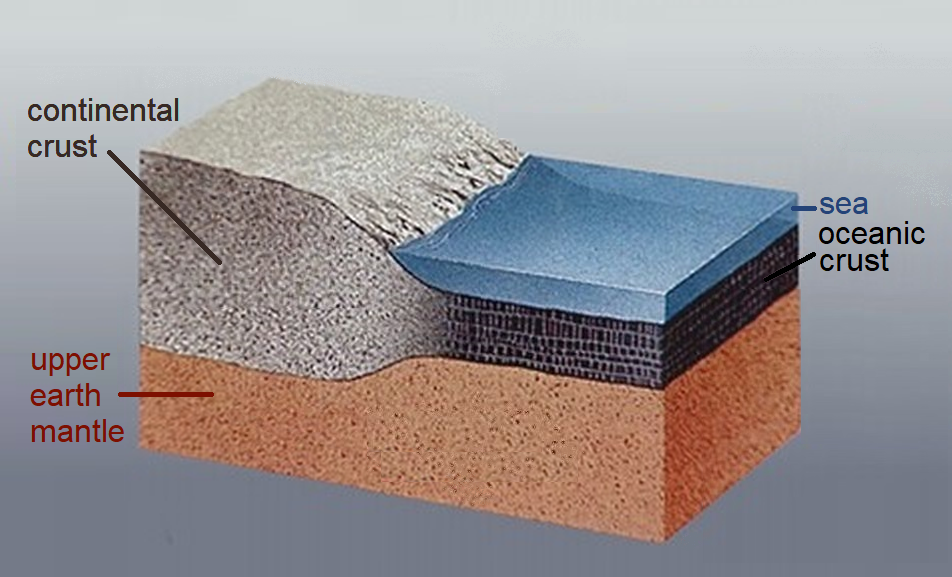
在上地幔上的大陸地殼和海洋地殼.

大陸地殼（英語：continental crust）是岩石圈的一部分，和海洋地殼一同成為固態地球的最外層，主要由較輕之矽鋁質岩石如花崗岩、和變質岩組成，偏向酸性。相對於海洋地殼，大陸地殼的較豐富，密度也較小，平均密度約2.7{\displaystyle g/cm^{3}}（海洋地殼3.0{\displaystyle g/cm^{3}}）。大陸地殼就像冰山浮水一樣浮於地幔之上，在地面上可見的山脈只佔其厚度的一部分，實際上，一般大陸地殼的厚度在20至80公里之間。
大部份的大陸地殼都是海平面以上的乾燥陸地。然而，94%的西兰大陆的大陸地殼區域淹沒在太平洋之下,，其中紐西蘭佔水面以上部分的93%。

## 厚度與密度

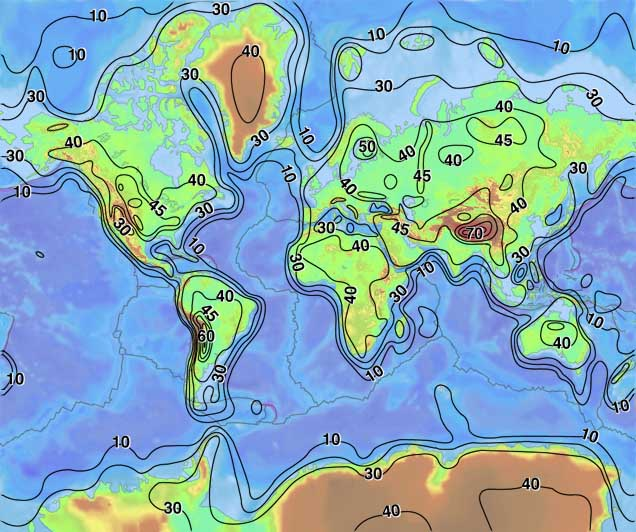
大陸地殼的厚度（km）。

大陸地殼由各層組成，大體成分屬於中性岩（SiO2 wt% = 60.6）。